# Staś Straszydło
Staś Straszydło (w niem. oryginale Struwwelpeter) – tytułowa postać książki dla dzieci frankfurckiego lekarza dr Heinricha Hoffmanna. Dzieło to jest jedną z najpopularniejszych niemieckich książek dla dzieci.

## Geneza powstania

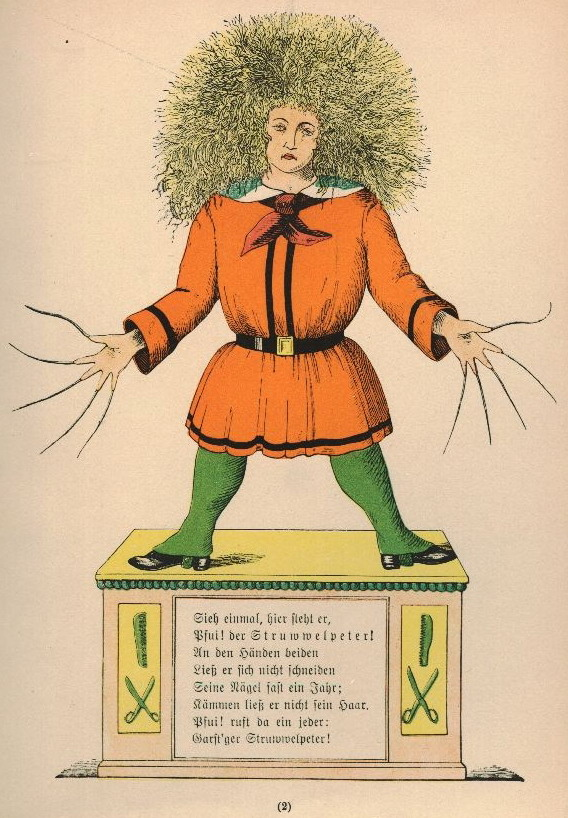
Heinrich Hoffmann: Der Struwwelpeter, 1858

W roku 1844 lekarz Heinrich Hoffmann szukał książki z obrazkami jako prezentu gwiazdkowego dla swojego wówczas trzyletniego syna Carla. Nie znalazł jednak nic, co wydawało mu się odpowiednie dla dziecka w tym wieku. Postanowił więc napisać i zilustrować taką książkę sam. Książka podobała się bardzo znajomym autora i została opublikowana u zaprzyjaźnionego wydawcy w roku 1845, wówczas pod tytułem „Drollige Geschichten und lustige Bilder für Kinder von 3-6 Jahren“, a od roku 1847 wyłącznie pod tytułem „Struwwelpeter“.

## Treść
Heinrich Hoffmann opowiada bajki o dzieciach, które są niegrzeczne, nie słuchają rodziców i za to spotyka je straszna kara: tak więc „zły Józio“ [der bitterböse Friedrich], który znęca się nad zwierzętami, zostaje odpowiednio ukarany („Piesek Józia łap za nogę, | ‘Masz za moje, teraz skacz!’ | Krew prysnęła, Józio w płacz.“); Kasia [Paulinchen] „zgorzała cała“, bo bawiła się zapałkami; chłopcy, którzy wyśmiewają się z Murzyna, zostają wrzuceni do kałamarza „potężnej miary“ i „czarniejsi są od niego“; krawiec ucina Juleczkowi [Konrad] duże palce, które chłopiec po kryjomu ssał; Michał [Suppen-Kasper], „który nie chciał jeść zupy“, umarł z głodu; ojciec zbił „Pawełka wiercipiętę“ [Zappel-Philipp] dyscypliną, bo chłopiec bujał się na krześle tak długo, aż ściągnął obrus wraz z obiadem ze stołu i upadł; „Jędruś gap“ [Hanns Guck-in-die-Luft] wpadł do rzeki, bo zamiast patrzeć na drogę gapił się w niebo; „Grześ [der fliegende Robert] z parasolem leci nad polem“ i „w górze znika“, ponieważ podczas burzy wychodzi z domu wbrew mamie.
Historia tytułowa jest najkrótsza. Staś [Struwwelpeter] przez rok nie pozwala sobie obciąć paznokci i ostrzyc włosów. Martwi tym swoich rodziców, a ulicznicy krzyczą na jego widok: „Staś niegrzeczny! Staś straszydło!“.
Do dzisiaj książka Hoffmanna ukazała się w 540 wydaniach (także w alfabecie Braille’a), została przetłumaczona na bardzo wiele języków (m.in. chiński, japoński, łacina, jidysz; na angielski przetłumaczył ją Mark Twain), sfilmowana i nagrana jako książka mówiona.
Książka inspirowała wielu twórców, powstały jej naśladowania, parodie i polityczne przeróbki (np. wersja dla dziewcząt „Die Struwwel-Liese, oder Lustige Geschichten und drollige Bilder für Kinder“ dr Juliusa Lüthje, angielska parodia „Struwwelhitler – A Nazi Story Book by Doktor Schrecklichkeit“ Roberta i Philipa Spence’a, czy antyautorytarny „Antistruwwelpeter“ Friedricha Karla Waechtera).
Tematyka książki od początku dzieliła czytelników i interpretatorów, wywoływała ostre spory.

## Polskie wydania
Trzecie wydanie w języku polskim ukazało się w 1892 r. w wydawnictwie Towarzystwa M.O. Wolffa w Petersburgu, w tłumaczeniu Wacława Szymanowskiego, z ilustracjami Franciszka Kostrzewskiego, pod tytułem „Staś Straszydło. Złota rószczka”, z podtytułem „Czytajcie dzieci, uczcie się, jak to niegrzecznym bywa źle“ (w 2018 r. warszawskie wydawnictwo „ Graf_ika Usługi Wydawnicze Iwona Knechta” wydało reprint tej wersji, ISBN 978-83-65602-52-7). Wersje z 1922 r. (Księgarnia Perzyński, Niklewicz i S-ka, Warszawa) i 1933 r. (Wydawnictwo Tanich Książek dla Dzieci i Młodzieży, Warszawa) przetłumaczył Wacław Nowakowski, a ilustrował Bogdan Nowakowski. Pierwsze wydanie powojenne (również z ilustracjami Nowakowskiego) pochodzi z roku 1987 (Wydawnictwa Artystyczne i Filmowe, Warszawa, ISBN 83-221-0410-3), a kolejne z 1993 r. (Wydawnictwo Stentor, Warszawa, ISBN 83-860-180-6). Całkowicie nowa adaptacja wyszła w 2017 roku (wyd. Egmont) pod tytułem Złota różdżka, czyli bajki dla niegrzecznych dzieci, z przedmową Michała Rusinka i ilustracjami Justyny Sokołowskiej (ISBN 978-83-281-2438-7.